# Tracey Deer
Tracey Deer (/ˈtɹeɪ.si dɪɹ/, née le 28 février 1978) est une scénariste, réalisatrice et productrice mohawk et une éditrice de journaux. Deer écrit, coréalise et réalise d'abord des documentaires puis, en 2015, se lance en fiction.

## Biographie
Tracey Deer a grandi dans une large famille de  Kahnawà:ke, une réserve mohawk du Québec, près de Montréal. Elle est diplômée en 2000 du réputé collège Dartmouth en études cinématographiques avec deux mentions d’excellence. Passionnée par l'engagement public,  Deer utilise l’expérience de sa propre famille ainsi que celles des autres membres de la communauté pour relater les effets négatifs que les politiques coloniales ont eu sur les Mohawks de Kahnawà:ke. 

## Carrière
En 2005, Deer travaille en collaboration avec Neil Diamond sur le documentaire One More River, qui remporte alors le prix du meilleur documentaire aux Rendez-vous du cinéma québécois. 
Sa première production avec la compagnie Rezolution en collaboration avec l’Office national du film du Canada s’intitule Mohawk Girls. Réalisé en 2005, le documentaire relate l’histoire de trois jeunes filles de la réserve de Kahnawake qui font face à une décision importante: celle de déménager et risquer de perdre leurs droits en tant que Mohawk ou rester, et perdre les possibilités qu’offre le monde extérieur. Mohawk Girls connait en grand succès:  il est récompensé par le prix Alanis Obomsawim au Festival ImagineNative de Toronto (2005), le Prix Canada au Gemini de 2009 et le Best Documentary au Dreamspeakers Festival d'Edmonton (2009). En 2015, Deer transforme le documentaire en télésérie qui sera diffusée sur le réseau APTN. Mohawk Girls suit les péripéties de quatre jeunes femmes de Kahnawake. La série se termine en 2017 après cinq saisons.
En 2006, elle crée Mohawk Princess Productions, une compagnie visant à produire ses courts-métrages de manière indépendante,. 
En 2007, elle est l'une des deux commissaires invitées de l'exposition Parcours identitaires, présentée par Terres en vues et par la Bibliothèque et Archives nationales du Québec. 
En 2008, elle devient la première Mohawk à recevoir un prix Gemini pour le court-métrage Club Native (en), un documentaire dans lequel elle trace le portrait de quatre femmes mohawks qui ont été affectées par la Loi sur les Indiens brimant les droits identitaires des femmes qui épousaient un homme non autochtone,,. 
En 2009, Deer collabore avec l’écrivaine montréalaise Cynthia Knight dans le cadre d’un court-métrage en live-action 3D, commandé par Digital Nations et APTN. Il sera présenté dans un projet valorisant les talents autochtones du pays lors des Jeux de Vancouver 2010.
Son premier long métrage de fiction, Beans, qu'elle réalise en 2020, est sélectionné dans plusieurs festivals, notamment au Festival international du film de Toronto en 2020 et à la Berlinale 2021, dans la section Generation KPlus. Au Canada, il remporte plusieurs prix et nominations.  Il est le film de clôture des Rendez-vous Québec Cinéma 2021.

## Documentaires
- Mohawk Girls (2005)[14]
- One More River: The Deal That Split the Cree (2005)[14]
- Kanien'kehá:ka/Living the Language (2008) - sur le programme d'immersion linguistique Kanien'kehá:ka à Akwesasne, un territoire mohawk qui chevauche le Canada et les États-Unis[14].
- Club Native (2008)[15]

## Autres films
- 2020 : Beans

## Distinctions

### Récompenses
- ImagineNative Film + Media Arts Festival 2005 : Alanis Obomsawin Best Documentary Award pour Mohawk Girls.
- ImagineNative Film + Media Arts Festival 2008 : Meilleur documentaire pour Club Native.
- WGC Sceenwritting Awards 2020 (long métrage de fiction) pour Beans
- DGC Discovery Award 2020 pour Beans
- Canada's Top Ten 2021 du Festival international de films Toronto pour Beans
- Prix John Dunning 2021 du meilleur premier long métrage aux Prix Écrans canadiens pour Beans
- Prix Écrans canadiens 2021 : meilleur film

### Nominations
- Prix Écrans canadiens 2016 : Best Comedy Series et Best Direction in a Comedy Program or Series pour Mohawk Girls.
- Prix Écrans canadiens 2017 : Best Direction in a Comedy Program or Series et Best Comedy Series pour Mohawk Girls.
- Prix Écrans canadiens 2021[16] (meilleur film, meilleure images, meilleure distribution, meilleur mixage sonore, Prix John Dunning pour le meilleur premier long métrage) pour Beans